# Arthur Landsborough Thomson
Pour les articles homonymes, voir Thomson.
Sir Arthur Landsborough Thomson est un ornithologue écossais, né le 8 octobre 1890 et mort le 9 juin 1977.
Il dirige la British Ornithologists' Union de 1948 à 1955.